# Mitra lugubris
Mitra lugubris is een slakkensoort uit de familie van de Mitridae. De wetenschappelijke naam van de soort is voor het eerst geldig gepubliceerd in 1821 door Swainson.